# Jake Barker-Daish
Jake Keith David Barker-Daish (* 7. Mai 1993 in Melbourne) ist ein australischer Fußballspieler.

## Karriere
Der aus Melbourne stammende Barker-Daish zog 2009 nach Canberra an das Australian Institute of Sport, um dort fußballerisch gefördert zu werden, nachdem er zuvor bereits am Victorian Institute of Sport ausgebildet wurde. Im März 2011 unterzeichnete Barker-Daish seinen ersten Profivertrag, nachdem er den Trainer von Gold Coast United, Miron Bleiberg, von seinen Fähigkeiten überzeugen konnte. Sein Profidebüt gab der Mittelfeldakteur am 17. Februar 2012, als Teil der damals jüngsten Mannschaft in der Geschichte der A-League. Neben Barker-Daish debütierte in der Partie gegen Melbourne Heart (Endstand 0:1) auch der 17-jährige Mitch Cooper, der kurzerhand zum Mannschaftskapitän gemacht wurde. Dem Eigentümer von Gold Coast United, Clive Palmer, wurde in der Folge die Lizenz entzogen und das Team beendete unter Verantwortlichkeit durch den australischen Fußballverband die Saison, bevor die Mannschaft am Saisonende aufgelöst wurde. Barker-Daish wechselte daraufhin, ebenso wie sein Mannschaftskamerad Daniel Bowles, innerhalb der Liga zu Adelaide United.
In seiner ersten Saison bei Adelaide kam der Mittelfeldspieler unter Trainer John Kosmina, auch wegen Verletzungen und Abwesenheiten durch Berufungen in australische Auswahlmannschaften, kaum zum Zug. Erst unter Kosminas Nachfolger, Interimstrainer Michael Valkanis, stand Barker-Daish an den letzten vier Spieltagen der Saison 2012/13 in der Startelf und kam auch im Endrundenspiel gegen Brisbane Roar (Endstand 1:2) zum Einsatz. In der folgenden Spielzeit unter Trainer Josep Gombau kam Barker-Daish erneut nicht über die Rolle des Ergänzungsspielers hinaus und stand nur in einem seiner acht Saisoneinsätze in der Startelf, im Konkurrenzkampf um die Plätze im zentralen Mittelfeld hatte er meist gegenüber Marcelo Carrusca, Isaías, Cameron Watson und Steven Lustica das Nachsehen. Am Ende der Saison 2013/14 wurde sein Vertrag nicht mehr verlängert und er verließ den Klub nach 19 Einsätzen in zwei Jahren.
In der Saisonpause war er als Probespieler bei den Western Sydney Wanderers, eine Verpflichtung fand allerdings nicht statt. Im Herbst 2014 war Barker-Daish, Sohn einer englischen Mutter mit Vorfahren aus Barbados und eines australischen Vaters,  mehrfach für den englischen Neuntligisten Colne FC aktiv.
2011 gehörte Barker-Daish als jüngster Spieler dem Kader der australischen U-20-Auswahl bei der U-20-Weltmeisterschaft in Kolumbien an, kam beim Vorrundenaus aber nicht zum Einsatz. Anfang 2014 nahm Barker-Daish mit der australischen U-23-Auswahl an der U-22-Asienmeisterschaft im Oman teil und bestritt alle drei Vorrundenpartien. Bei der 1:2-Niederlage im Viertelfinale gegen Saudi-Arabien wirkte er nicht mit. Zuvor hatte er bereits im Juli 2012 am zugehörigen Qualifikationsturnier in Indonesien teilgenommen.